# Casa Salvador Piera
La Casa Salvador Piera és un edifici del municipi de la Garriga (Vallès Oriental) que forma part de l'Inventari del Patrimoni Arquitectònic de Catalunya.

## Descripció
És un edifici civil, un habitatge entre parets mitgeres, fent cantonada. L'edificació està integrada per un cos central i dos de laterals. El cos central consta de planta baixa, pis i golfes; els lateral tenen planta baixa i un pis. Hi ha dos tipus d'obertures: rectangulars i d'arc de mig punt. El cos central està rematat per una arcuació d'arcs de mig punt, composició que també es troba a les obertures d'accés a la casa.